# Kvänsås bokar
Kvänsås bokar är ett naturreservat i Eksjö socken i Eksjö kommun i Småland (Jönköpings län).
Reservatet omfattar 6,4 hektar och är skyddat sedan 1972. Området är beläget 2 kilometer nordost om Eksjö tätort och består mest av hög gammal grov bokskog. Kvänsås bokskog anses vara den högst belägna bokskogen i landet, på 264 meters höjd över havet. Dessutom är den en av de nordligaste av sitt slag. Troligen anlades skogen under 1600-talets mitt då greve Per Brahe den yngre ägde Kvänsås gård.
Ovanliga arter av lavar och svampar växer på både levande och död bokved. Några av dessa är koralltaggsvamp, sydlig blekspik,  gulnål, porslinsnagelskivling, kornig nållav och porlav.
I området finns det rikligt med spår av tidigare odling i form av odlingsrösen. Området är hägnat och betas extensivt. Strax norr om reservatet ligger Kvänsås gård och västerut ligger Kvänsåsasjön.